# زغال‌لیق
زغال‌لیق (به لاتین: Zoğallıq) یک منطقه مسکونی در جمهوری آذربایجان است که در شهرستان اسماعیللی واقع شده است. زغال‌لیق ۴۳۶ نفر جمعیت دارد.